# Oscar/Wissenschaft und Entwicklung
Der Oscar für Wissenschaft und Entwicklung (Academy Scientific & Engineering Award) ist eine seit 1931 vergebene Auszeichnung der Academy of Motion Picture Arts and Sciences und würdigt herausragende Leistungen auf dem Gebiet der Weiterentwicklung der Filmindustrie.
Bei dem Preis handelt es sich um eine sogenannte Class II-Auszeichnung, da die Preisträger keine Oscar-Statuette (Class I), sondern eine Oscar-Plakette (Class II) erhalten. Zum Teil wurden in einem Jahr mehrere Preise in dieser Kategorie vergeben.

## 1931 bis 1939
| Jahr | Preisträger                                   | Preisbegründung (englisch) |
| ---- | --------------------------------------------- | --- |
| 1931 | Fox Film Corporation                          | „for effective use of synchro-projection composite photography“ |
| 1932 | Technicolor Motion Picture Corp.              | „for its color cartoon process“ |
| 1934 | Electrical Research Products Inc.             | „for their wide range recording and reproducing system“ |
| 1934 | RCA Victor Co. Inc.                           | „for their high-fidelity recording and reproducing system“ |
| 1935 | Electrical Research Products Inc.             | „for their development of the vertical cut disc method of recording sound“                                                                                         |
| 1936 | Agfa Ansco Corp.                              | „for their development of the Agfa infra-red film“ |
| 1936 | Eastman Kodak Co.                             | „for their development of the Eastman Pola-Screen“ |
| 1937 | Edward C. Wente (Bell Telephone Laboratories) | „for their multi-cellular high-frequency horn and receiver“ |
| 1937 | RCA Manufacturing Co., Inc.                   | „for their rotary stabilizer sound head“ |
| 1938 | Walt Disney Prods. Ltd.                       | „for the design and application to production of the Multi-Plane Camera“                                                                                           |
| 1938 | Eastman Kodak Co.                             | „for two fine-grain duplicating film stocks“ |
| 1938 | Farciot Edouart (Paramount Pictures, Inc.)    | „for the development of the Paramount dual screen transparency camera setup“                                                                                       |
| 1938 | Douglas Shearer (M-G-M Studio Sound Dept.)    | „for a method of varying the scanning width of variable density sound tracks (squeeze tracks) for the purpose of obtaining an increased amount of noise reduction“ |
| 1939 | nicht vergeben                                | |

## 1940 bis 1949
| Jahr | Preisträger                                                                                                | Preisbegründung (englisch) |
| ---- | --- | --- |
| 1940 | nicht vergeben                                                                                             | |
| 1941 | nicht vergeben                                                                                             | |
| 1942 | Electrical Research Products Division of Western Electric Co. Inc.                                         | „for the development of the precision integrating sphere densitometer“ |
| 1942 | RCA Manufacturing Co.                                                                                      | „for the design and development of the MI-3043 Uni-directional microphone“ |
| 1943 | Carroll Clark, F. Thomas Thompson (RKO Radio Studio Art and Miniature Departments)                         | „for the design and construction of a moving cloud and horizon machine“ |
| 1943 | Daniel B. Clark (20th Century-Fox Corp.)                                                                   | „for the development of a lens calibration system and the application of this system to exposure control in cinematography“ |
| 1944 | Farciot Edouart, Earle Morgan, Barton Thompson (Paramount Studio Engineering and Transparency Departments) | „for the development and practical application to motion picture production of a method of duplicating and enlarging natural color photographs, transferring the image emulsions to glass plates and projecting these slides by especially designed stereopticon equipment“ |
| 1944 | Photo Products Dept. of DuPont                                                                             | „for the development of fine-grain motion picture films“ |
| 1945 | Stephen Dunn (RKO Radio SSD, Radio Corp. of America)                                                       | „for the design and development of the electronic compressor-limiter“ |
| 1946 | nicht vergeben                                                                                             | |
| 1947 | nicht vergeben                                                                                             | |
| 1948 | Charles Crawford Davis (Electrical Research Products Division of Western Electric Co. Inc.)                | „for the development and application of an improved film drive filter mechanism“ |
| 1948 | Charles R. Daily (Paramount Studio Film Laboratory, Still and Engineering Departments)                     | „for the development and first practical applications to motion picture and still photography of a method of increasing film speed as first suggested to the industry by E.I. duPont de Nemours & Co“                                                                       |
| 1949 | Victor Caccialanza, Maurice Ayers (Paramount Studio Set Construction Dept.)                                | „for the development and application of "Paralite", a new lightweight plaster process for set construction“ |
| 1949 | Nick Kalten, Louis J. Witte (20th Century Fox Studio Mechanical Effects Dept.)                             | „for a process of preserving and flame-proofing foliage“ |

## 1950 bis 1959
| Jahr | Preisträger                                                                                           | Preisbegründung (englisch)                                                                                         |
| ---- | --- | --- |
| 1950 | nicht vergeben                                                                                        | |
| 1951 | James B. Gordon (20th Century-Fox Studio Camera Dept.)                                                | „for the design and development of a multiple-image film viewer“                                                   |
| 1951 | John P. Livadary, Floyd Campbell, Lloyd W. Russell (Columbia SSD)                                     | „for the development of a multi-track magnetic re-recording system“                                                |
| 1951 | Loren L. Ryder (Paramount SSD)                                                                        | „for the first studio-wide application of magnetic sound recording to motion picture production“                   |
| 1952 | Gordon Jennings, S. L. Stancliffe (Paramount Studio Special Photographic and Engineering Departments) | „for the design, construction and application of a servo-operated recording and repeating device“                  |
| 1952 | Olin L. Dupy (M-G-M Studio)                                                                           | „for the design, construction and application of a motion picture reproducing system“                              |
| 1952 | Radio Corp. of America, Victor Division                                                               | „for pioneering direct positive recording with anticipatory noise reduction“                                       |
| 1953 | Technicolor Motion Picture Corp.                                                                      | „for an improved method of color motion picture photography under incandescent light“                              |
| 1954 | Reeves Soundcraft Corp.                                                                               | „for their development of a process of applying stripes of magnetic oxide to motion picture film“                  |
| 1955 | nicht vergeben                                                                                        | |
| 1956 | Eastman Kodak Co.                                                                                     | „for Eastman Tri-X panchromatic negative film“                                                                     |
| 1956 | Farciot Edouart, Hal Corl (Paramount Studio Transparency Dept.)                                       | „for the engineering and development of a double-frame, triple-head background projector“                          |
| 1957 | nicht vergeben                                                                                        | |
| 1958 | Société d'Optique et de Mécanique de Haute Précision                                                  | „for the development of a high speed variafocal photographic lens“                                                 |
| 1958 | Harlan L. Baumbach, Lorand Wargo, Howard M. Little (Unicorn Engineering Corp.)                        | „for the development of an automatic printer light selector“                                                       |
| 1959 | Don W. Prideaux, Leroy G. Leighton (Lamp Division of General Electric Co.)                            | „for the development and production of an improved 10 kilowatt lamp for motion picture set lighting“               |
| 1959 | Panavision, Inc.                                                                                      | „for the design and development of the Auto Panatar anamorphic photographic lens for 35mm CinemaScope photography“ |

## 1960 bis 1969
| Jahr | Preisträger | Preisbegründung (englisch) |
| ---- | --- | --- |
| 1960 | Douglas Shearer (M-G-M, Inc.), Robert Gottschalk (Panavision, Inc.), Richard Moore (Panavision, Inc.) | „for the development of a system of producing and exhibiting wide film motion pictures known as Camera 65“                                                                                     |
| 1960 | Wadsworth E. Pohl, William Evans, Werner Hopf, S. E. Howse, Thomas P. Dixon (Stanford Research Institute, Technicolor Corp.) | „for the design and development of the Technicolor electronic printing timer“ |
| 1960 | Wadsworth E. Pohl, Jack Alford, Henry Imus, Joseph Schmit, Paul W. Fassnacht, Al Lofquist (Technicolor Corp.) | „for the development and practical application of equipment for wet printing“ |
| 1960 | Howard S. Coleman (Bausch & Lomb Optical Co.), A. Francis Turner (Bausch & Lomb Optical Co.), Harold H. Schroeder (Bausch & Lomb Optical Co.), James R. Benford (Bausch & Lomb Optical Co.), Harold E. Rosenberger (Bausch & Lomb Optical Co.) | „for the design and development of the Balcold projection mirror“ |
| 1960 | Robert P. Gutterman (General Kinetics, Inc.) (Lipsner-Smith Corp.) | „for the design and development of the CF-2 Ultra-sonic Film Cleaner“ |
| 1961 | Ampex Professional Products Co. | „for the production of a well-engineered multi-purpose sound system combining high standards of quality with convenience of control, dependable operation and simplified emergency provisions“ |
| 1962 | Sylvania Electric Products, Inc. | „for the development of a hand held high-power photographic lighting unit known as the Sun Gun Professional“                                                                                   |
| 1962 | James Dale, Syd Wilson, Harry E. Rice, John K. Rude, Laurie Atkin, Wadsworth E. Pohl, Harold Peasgood (Technicolor Corp.) | „for a process of automatic selective printing“ |
| 1962 | Earl Sponable (20th Century-Fox Research Dept.), Herbert E. Bragg (20th Century-Fox Research Dept.), F. D. Leslie, R. D. Whitmore, A. A. Alden, Endel Pool, James B. Gordon (20th Century-Fox Research Dept., Deluxe Laboratories, Inc.)       | „for a system of decompressing and recomposing CinemaScope pictures for conventional aspect ratios“                                                                                            |
| 1963 | Ralph T. Chapman | „for the design and development of an advanced motion picture crane“ |
| 1963 | Albert S. Pratt (Professional Division, Bell & Howell Co.), James L. Wassell (Professional Division, Bell & Howell Co.), Hans Christoph Wohlrab (Professional Division, Bell & Howell Co.)                                                     | „for the design and development of a new and improved automatic motion picture additive color printer“                                                                                         |
| 1963 | North American Philips Co., Inc. | „for the design and engineering of the Norelco Universal 70/35mm motion picture projector“ |
| 1963 | Charles E. Sutter (Paramount Pictures Corp.), William Bryson Smith (Paramount Pictures Corp.), Louis C. Kennell (Paramount Pictures Corp.) | „for the engineering and application to motion picture production of a new system of electric power distribution“                                                                              |
| 1964 | nicht vergeben | |
| 1965 | Sidney P. Solow (Consolidated Film Industries), Edward H. Reichard (Consolidated Film Industries), Carl W. Hauge (Consolidated Film Industries), Job Sanderson (Consolidated Film Industries)                                                  | „for the design and development of a versatile Automatic 35mm Composite Color Printer“ |
| 1965 | Pierre Angénieux | „for the development of a ten-to-one Zoom Lens for cinematography“ |
| 1966 | Arthur J. Hatch (Strong Electric Corp., subsidiary of the General Precision Equipment Corp.) | „for the design and development of an Air Blown Carbon Arc Projection Lamp“ |
| 1966 | Stefan Kudelski | „for the design and development of the Nagra portable 1/4x22; tape recording system for motion picture sound recording“                                                                        |
| 1967 | Mitchell Camera Corp. | „for the design and development of the Mitchell Mark II 35mm Portable Motion Picture Reflex Camera“                                                                                            |
| 1967 | Arnold & Richter KG | „for the design and development of the Arriflex 35mm Portable Motion Picture Reflex Camera“ |
| 1968 | nicht vergeben | |
| 1969 | Donald W. Norwood | „for the design and development of the Norwood Photographic Exposure Meters“ |
| 1969 | Eastman Kodak Co., Producers Service Co. | „for the development of a new high-speed step-optical reduction printer“ |
| 1969 | Ed Di Giulio (Cinema Product Development Company), Neils G. Petersen (Cinema Product Development Company), Norman S. Hughes (Cinema Product Development Company)                                                                               | „for the design and application of a conversion which makes available the reflex viewing system for motion picture cameras“                                                                    |
| 1969 | Optical Coating Laboratories, Inc. | „for the development of an improved anti-reflection coating for photographic and projection lens systems“                                                                                      |
| 1969 | Eastman Kodak Co. | „for the introduction of a new high speed motion picture color negative film“ |
| 1969 | Panavision, Inc. | „for the conception, design and introduction of a 65mm hand-held motion picture camera“ |
| 1969 | Todd-AO Co., Mitchell Camera Co. | „for the design and engineering of the Todd-AO hand-held motion picture camera“ |

## 1970 bis 1979
| Jahr | Preisträger | Preisbegründung (englisch) |
| ---- | --- | --- |
| 1970 | Hazeltine Corporation | „for the design and development of the Hazeltine Color Film Analyzes“ |
| 1970 | Fouad Said | „for the design and introduction of the Cinemobile series of equipment trucks for location motion picture production“                                                                                                   |
| 1970 | Juan de la Cierva y Hoces (Dyna-Sciences Corp.) | „for the design and development of the Dynalens optical image motion compensat“ |
| 1971 | Leonard Sokolow (Consolidated Film Industries), Edward H. Reichard (Consolidated Film Industries) | „for the concept and engineering of the Color Proofing Printer for motion pictures“ |
| 1972 | John N. Wilkinson (Optical Radiation Corp.) | „for the development and engineering of a system of xenon arc lamphouses for motion picture projection“ |
| 1973 | Joseph E. Bluth | „for research and development in the field of electronic photography and transfer of video tape to motion picture film“                                                                                                 |
| 1973 | Edward H. Reichard (Consolidated Film Industries), Howard T. LaZare (Consolidated Film Industries), Edward Efron (IBM)                                                                                            | „for the engineering of a computerized light valve monitoring system for motion picture printing“ |
| 1973 | Panavision, Inc. | „for the development and engineering of the Panaflex motion picture camera“ |
| 1974 | Joachim Gerb (Arnold and Richter Company), Erich Kästner (Arnold and Richter Company) | „for the development and engineering of the Arriflex 35BL motion-picture camera“ |
| 1974 | Magna-Tech Electronic Co., Inc. | „for the engineering and development of a high-speed re-recording system for motion-picture production“ |
| 1974 | William W. Valliant (PSC Technology Inc.), Howard F. Ott (Eastman Kodak Company), Gerry Diebold (Richmark Camera Service Inc.)                                                                                    | „for the development of a liquid-gate system for motion picture printers“ |
| 1974 | Harold A. Scheib (Research Products Inc.), Clifford H. Ellis (Research Products Inc.), Roger W. Banks (Research Products Inc.)                                                                                    | „for the concept and engineering of the Model 2101 optical printer for motion-picture optical effects“ |
| 1975 | Joseph D. Kelly (Glen Glenn Sound) | „for the design of new audio control consoles which have advanced the state of the art of sound recording and rerecording for motion picture production“                                                                |
| 1975 | Burbank SSD | „for the design of new audio control consoles engineered and constructed by the Quad-Eight Sound Corporation“ |
| 1975 | Samuel Goldwyn SSD | „for the design of a new audio control console engineered and constructed by the Quad-Eight Sound Corporation“ |
| 1975 | Quad-Eight Sound Corp. | „for the engineering and construction of new audio control consoles designed by The Burbank Studios Sound Department and by the Samuel Goldwyn Studios Sound Department“                                                |
| 1975 | Waldon O. Watson, Richard J. Stumpf, Robert J. Leonard (Universal City SSD) | „for the development and engineering of the Sensurround System for motion picture presentation“ |
| 1976 | Chadwell O’Connor (O’Connor Engineering Laboratories) | „for the concept and engineering of a fluid-damped camera-head for motion-picture photography“ |
| 1976 | William F. Miner (Universal City Studios, Inc.) (Westinghouse Electric Corp.) | „for the development and engineering of a solid-state, 500 kilowatt, direct-current static rectifier for motion-picture lighting“                                                                                       |
| 1977 | Consolidated Film Industries, Barnebey-Cheney Co. | „for the development of a system for the recovery of film-cleaning solvent vapors in a motion-picture laboratory“ |
| 1977 | William L. Graham (Technicolor), Manfred G. Michelson (Technicolor), Geoffrey F. Norman (Technicolor), Siegfried Seibert (Technicolor)                                                                            | „for the development and engineering of a continuous, high-speed, Color Motion Picture Printing System“ |
| 1978 | Joseph D. Kelly (Glen Glenn Sound), Emory M. Cohen (Glen Glenn Sound), Barry K. Henley (Glen Glenn Sound), Hammond H. Holt (Glen Glenn Sound), John Agalsoff Sr. (Glen Glenn Sound)                               | „for the concept and development of a post-production audio processing system for motion picture films“ |
| 1978 | Panavision, Inc. | „for the concept and engineering of the improvements incorporated in the Panaflex Motion Picture Camera“ |
| 1978 | N. Paul Kenworthy, William R. Latady | „for the invention and development of the Kenworthy Snorkel Camera System for motion picture photography“ |
| 1978 | John Dykstra, Alvah J. Miller, Jerry Jeffress | „for the development of the Dykstraflex Camera (Dykstra) and the engineering of the Electronic Motion Control System (Miller/Jeffress) used in concert for multiple exposure visual effects motion picture photography“ |
| 1978 | Eastman Kodak Co. | „for the development and introduction of a new duplicating film for motion pictures“ |
| 1978 | Stefan Kudelski (Nagra Magnetic Recorders, Inc.) | „for the engineering of the improvements incorporated in the Nagra 4.2L sound recorder for motion picture production“                                                                                                   |
| 1979 | Ray Dolby (Dolby Laboratories, Inc.), Ioan Allen (Dolby Laboratories, Inc.), David P. Robinson (Dolby Laboratories, Inc.), Stephen Katz (Dolby Laboratories, Inc.), Philip S. J. Boole (Dolby Laboratories, Inc.) | „for the development and implementation of an improved Sound Recording and Reproducing System for motion picture production and exhibition“                                                                             |

## 1980 bis 1989
| Jahr | Preisträger | Preisbegründung (englisch) |
| ---- | --- | --- |
| 1980 | Neiman-Tillar Associates, Mini-Micro Systems, Inc. | „for the creative development (Neiman-Tiller) and for the design and engineering (Mini-Micro) of an Automated Computer-Controlled Editing Sound System (ACCESS) for motion picture post-production“ |
| 1981 | Jean-Marie Lavalou (Samuelson Alga Cinema S.A./Samuelson Film Service, Ltd.), Alain Masseron (Samuelson Alga Cinema S.A./Samuelson Film Service, Ltd.), David Samuelson (Samuelson Alga Cinema S.A./Samuelson Film Service, Ltd.) | „for the engineering and development of the Louma Camera Crane and remote control system for motion picture production“                                                                             |
| 1981 | Edward B. Krause (Filmline Corp.) | „for the engineering and manufacture of the micro-demand drive for continuous motion picture film processors“                                                                                       |
| 1981 | Ross Taylor | „for the concept and development of a system of air guns for propelling objects used in special effects motion picture production“                                                                  |
| 1981 | Bernhard Kuhl (OSRAM GmbH), Werner Block (OSRAM GmbH) | „for the progressive engineering and manufacture of the OSRAM HMI light source for motion picture color photography“                                                                                |
| 1981 | David Grafton | „for the optical design and engineering of a telecentric anamorphic lens for motion picture optical effects printers“                                                                               |
| 1982 | Nelson Tyler | „for the progressive development and improvement of the Tyler Helicopter motion picture camera platform“                                                                                            |
| 1982 | Leonard Sokolow, Howard T. LaZare | „for the concept and design (Sokolow) and the development (LaZare) of Consolidated Film Industries & Stroboscan motion picture film viewer“                                                         |
| 1982 | Richard Edlund (Industrial Light and Magic, Inc.) | „for the concept and engineering of a beam-splitter optical composite motion picture printer“ |
| 1982 | Richard Edlund (Industrial Light and Magic, Inc.) | „for the engineering of the Empire Motion Picture Camera System“ |
| 1982 | Edward J. Blasko (Eastman Kodak Company), Roderick T. Ryan (Eastman Kodak Company) | „for the application of the Prostar Microfilm Processor for motion picture title and special optical effects production“                                                                            |
| 1983 | Colin F. Mossman (The R&D Group of Rank Film Laboratories, London) | „for the engineering and implementation of a 4,000 meter printing system for motion picture laboratories“                                                                                           |
| 1983 | Sante Zelli (Elemack Italia S.R.L., Rome, Italy), Salvatore Zelli (Elemack Italia S.R.L., Rome, Italy) | „for the continuing engineering design and development that has resulted in the Elemack Camera Dolly Systems for motion picture production“                                                         |
| 1983 | Leonard T. Chapman | „for the engineering design, development and manufacture of the PeeWee Camera Dolly for motion picture production“                                                                                  |
| 1983 | Mohammad S. Nozari (Minnesota Mining and Manufacturing Company) | „for the research and development of the 3M Photogard protective coating for motion picture film“                                                                                                   |
| 1983 | Brianne Murphy (Mitchell Insert Systems, Inc.), Donald Schisler (Mitchell Insert Systems, Inc.) | „for the concept, design and manufacture of the MISI Camera Insert Car and Process Trailer“ |
| 1983 | Jacobus L. Dimmers | „for the engineering and manufacture of the Teccon Enterprises' magnetic transducer for motion picture sound recording and playback“                                                                |
| 1984 | Jonathan Erland (Apogee, Inc.), Roger Dorney (Apogee, Inc.) | „for the engineering and development of a reverse bluescreen traveling matte process for special effects photography“                                                                               |
| 1984 | Gerry Turpin (Lightflex International Ltd.) | „for the design, engineering and development of an on-camera device providing contrast control, sourceless fill light and special effects for motion picture photography“                           |
| 1984 | Gunnar P. Michelson | „for the engineering and development of an improved, electronic, high-speed, precision light valve for use in motion picture printing machines“                                                     |
| 1984 | Günther Schaidt (Rosco Laboratories, Inc.) | „for the development of an improved, non-toxic fluid for creating fog and smoke for motion picture production“                                                                                      |
| 1985 | Donald A. Anderson (3M Company), Diana Reiners (3M Company) | „for the development of "Cinetrak" Magnetic Film #350/351 for motion picture sound recording“ |
| 1985 | Barry M. Stultz (Film Processing Corp.), Ruben Avila (Film Processing Corp.), Wes Kennedy (Film Processing Corp.) | „for the development of FPC 200 PB Fullcoat Magnetic Film for motion picture sound recording“ |
| 1985 | Barry M. Stultz (Film Processing Corp.), Ruben Avila (Film Processing Corp.), Wes Kennedy (Film Processing Corp.), John Mosely | „for the formulation and application of an improved sound track stripe to 70mm motion picture film (Stultz/Avila/Kennedy) and for the engineering research involved therein (Mosely)“               |
| 1985 | Kenneth Richter (Richter Cine Equipment) | „for the design and engineering of the R-2 Auto-Collimator for examining image quality at the focal plane of motion picture camera lenses“                                                          |
| 1985 | John Whitney Jr. (Digital Productions, Inc.), Gary Demos (Digital Productions, Inc.) | „for the practical simulation of motion picture photography by means of computer-generated images“                                                                                                  |
| 1986 | Imax Systems Corp. | „for a method of filming and exhibiting high-fidelity, large-format wide-angle motion pictures“ |
| 1986 | Ernst F. Nettman (E.F. Nettman & Associates), Edward Phillips (Matthews Studio Equipment, Inc.), Carlos DeMattos (Matthews Studio Equipment, Inc.) | „for the invention (Nettman) and the development (Phillips/DeMattos) of the CamRemote for motion picture photography“                                                                               |
| 1986 | Myron Gordin (Musco Mobile Lighting, Ltd.), Joe P. Crookham (Musco Mobile Lighting, Ltd.), Jim Drost (Musco Mobile Lighting, Ltd.), David Crookham (Musco Mobile Lighting, Ltd.) | „for the invention of a method of transporting adjustable, high-intensity Luminaires and their application to the motion picture industry“                                                          |
| 1987 | Bran Ferren (Associates and Ferren), Charles Harrison (Associates and Ferren), Ken Wisner (Associates and Ferren) | „for the concept and design of an advanced optical printer“ |
| 1987 | Richard Benjamin Grant (Auricle Control Systems), Ron Grant (Auricle Control Systems) | „for their invention of the Film Composer´s Time Processor“ |
| 1987 | Anthony D. Bruno (MGM Laboratories, Inc.), John L. Baptista (MGM Laboratories, Inc.), Manfred G. Michelson (Technical Film Systems, Inc.), Bruce W. Keller (Technical Film Systems, Inc.) | „for the design and engineering of a Continuous-Feed Printer“ |
| 1987 | Robert M. Greenberg (R/Greenberg Associates, Inc.), Joel Hynek (R/Greenberg Associates, Inc.), Eugene Mamut (R/Greenberg Associates, Inc.), Alfred Thumim (Oxberry Division of Richmark Camera Service, Inc.), Elan Lipshitz (Oxberry Division of Richmark Camera Service, Inc.), Darryl A. Armour (Oxberry Division of Richmark Camera Service, Inc.) | „for the design and development of the RGA/Oxberry Compu-Quad Special Effects Optical Printer“ |
| 1987 | Fritz Sennheiser (Sennheiser Electronics Corporation) | „for the invention of an interference tube directional microphone“ |
| 1987 | Richard Edlund (Boss Film Corp.), Gene Whiteman (Boss Film Corp.), David Grafton (Boss Film Corp.), Mark West (Boss Film Corp.), Jerry Jeffress (Boss Film Corp.), Robert Wilcox (Boss Film Corp.) | „for the design and development of a Zoom Aerial (ZAP) 65mm Optical Printer“ |
| 1987 | William L. Fredrick, Hal Needham | „for the design and development of the Shotmaker Elite camera car and crane“ |
| 1988 | Willi Burth (Kinotone Corp.) | „for the invention and development of the Non-rewind Platter System for motion picture presentations“                                                                                               |
| 1988 | Ronald C. Barker, Chester L. Schuler (Montage Group, Ltd.) | „for the development (Montage) and the invention (Barker/Schuler) of the Montage Picture Processor electronic film editing system“                                                                  |
| 1988 | Colin F. Mossman (Rank Film Laboratories' Development Group) | „for creating a fully-automated handling system for improving productivity of high speed film processing“                                                                                           |
| 1988 | Eastman Kodak | „for the development of Eastman Color High Speed Daylight Negative Film 5297/7297“ |
| 1988 | Eastman Kodak | „for the development of Eastman Color High Speed SA Negative Film 5295 for blue-screen traveling matte photography“                                                                                 |
| 1988 | Fritz Gabriel Bauer | „for the invention and development of the improved features of the Moviecam Camera System“ |
| 1988 | Zoran Perisic (Courier Films Ltd.) | „for the Zoptic dual-zoom front projection system for visual effects photography“ |
| 1988 | Carl Zeiss Co. | „for the design and development of a series of super-speed lenses for motion picture photography“                                                                                                   |
| 1989 | Roy W. Edwards (Engineering staff of Photo-Sonics Inc.) | „for the design and development of the Photo-Sonics 35m-4ER high-speed motion picture with Reflex Viewing and Video Assist“                                                                         |
| 1989 | Arnold & Richter engineering staff of Otto Blaschek and Arriflex Corp. | „for the concept and engineering of the Arriflex 35-3 motion picture camera“ |
| 1989 | Bill Tondreau (Tondreau Systems), Alvah J. Miller (Lynx Robotics), Paul D. Johnson (Lynx Robotics), Peter Regla (Elicon), Dan Slater (Interactive Motion Central), Bud Elam (Interactive Motion Central), Joe Parker (Interactive Motion Central), Billy Bryan (Interactive Motion Central), Jerry Jeffress, Ray Feeney, Bill Holland, Kris Brown      | „for their individual contributions and the collective advancements they have brought to the motion picture industry in the field of motion control technology“                                     |

## 1990 bis 1999
| Jahr | Preisträger | Preisbegründung (englisch) |
| ---- | --- | --- |
| 1990 | J. Noxon Leavitt (ISTEC, Inc.) | „for the invention of (Leavitt) and for the continuing development (ISTEC) of the WESCAM Stabilized Camera System“ |
| 1990 | James Ketcham (JSK Engineering) | „for excellence in the engineering and adaptability of the SDA521B advance/retard system for magnetic film sound dubbing“ |
| 1990 | Geoffrey H. Williamson (Wilcam Photo Research Inc.), Robert D. Auguste | „for the design and development (Williamson) and the electronic design and development (Auguste) of the Wilcam W-7 200 frames per second VistaVision Rotating Mirror Reflex camera“                                                                                      |
| 1990 | Klaus Resch (Panther) | „for the design (Resch) and for the development (Panther) of the Super Panther MS-180 camera dolly“ |
| 1991 | Bruce Wilton (Mechanical Concepts, Inc.), Carlos Icinkoff (Mechanical Concepts, Inc.)                                                                                                 | „for the development of the Mechanical Concepts optical printer platform“ |
| 1991 | Engineering Dept. of Arnold and Richter (ARRI) | „for the continuing design improvements of the Arriflex BL Camera System, culminating in the 35BL-4S model“ |
| 1991 | Fuji Photo Film Co., Ltd. | „for the development and introduction of the F-Series of color negative films covering the range of film speeds from EI 64 to EI 500“ |
| 1992 | Iain Neil, Albert K. Saiki (Panavision, Inc.) | „for the optical design (Neil), the mechanical design (Saiki) and the concept and development (Panavision) of the Primo Zoom Lens for 35m cinematography“ |
| 1992 | Georg Thoma, Heinz Feierlein (Engineering department of Sachtler AG) | „for the design (Thoma) and the development (Feierlein/Sachtler) for a range of fluid tripod heads“ |
| 1992 | Harry J. Baker | „for the design and development of the first full fluid-action tripod head with adjustable degrees of viscous drag“ |
| 1992 | Guido Cartoni | „for his pioneer work in developing the technology to achieve selectable and repeatable viscous drag modules in fluid tripod heads“ |
| 1992 | Ray Feeney, Richard Keeney, Richard J. Lundell | „for the software development and adaptation of the Solitaire Film Recorder that provides a flexible, cost-effective film recording system“ |
| 1992 | Faz Fazakas, Brian Henson, Dave Housman, Peter Miller, John Stephenson | „for the development of the Henson Performance Control System“ |
| 1992 | Mario Celso | „for his pioneering work in the design, development and manufacture of equipment for carbon arc and xenon power supplies and igniters in motion picture projection“ |
| 1992 | Randy Cartwright, David Coons, Lem Davis, Thomas Hahn, Jim Houston, Mark Kimball, Dylan Kohler, Peter Nye, Michael Shantzis, David F. Wolf (Walt Disney Feature Animation Department) | „for the design and development of the "CAPS" production system for film animation“ |
| 1992 | George Worrall | „for the design, development and manufacture of the Worrall geared camera head for motion picture production“ |
| 1993 | Loren Carpenter, Rob Cook, Edwin Catmull, Thomas Porter, Pat Hanrahan, Anthony A. Apodaca, Darwyn Peachey                                                                             | „for development of "RenderMan" software providing the means to digitally create scenes or elements that may be composited with other footage“ |
| 1993 | Claus Wiedemann, Robert Orban (Dolby Laboratories) | „for the design (Wiedemann/Orban) and the development, of the Dolby "Container"; a stereo five-band audio processor that limits signals in selected bands, then removes resulting harmonics, allowing creative use of an analog soundtrack with increased dynamic range“ |
| 1993 | Kenny Bates | „for the design and development of the Bates Decelerator System, which provides a means for significantly increasing the safety of very high stunt falls“ |
| 1993 | Al Mayer, Iain Neil, George Kraemer, Hans Spirawski, Bill Eslick, Don Earl | „for camera design (Mayer), the optical design (Kraemer/Spirawski), the opto-mechanical design (Eslick) and the technical support (Earl) in developing the Panavision System 65 Studio Sync Sound Reflex Camera for 65mm motion picture photography“                     |
| 1993 | Douglas Trumbull, Geoffrey H. Williamson, Robert D. Auguste, Ed Di Giulio | „for concept, (Trumball), the movement design (Williamson), the electronic design (Auguste) and the camera system (DiGiulio) of the CP-65 Showscan Camera System for 65mm motion picture photography (first modern 65mm camera developed in 25 years)“                   |
| 1993 | Otto Blaschek (Arriflex Corp., Engineering department of ARRI, Austria) | „for the design and development of the Arriflex 765 Camera System for 65mm motion picture photography“ |
| 1994 | Mark Leather, Les Dittert, Douglas Smythe, George H. Joblove | „for the concept and development of the Digital Motion Picture Retouching System for removing visible rigging and dirt from original motion picture imagery“ |
| 1994 | Fritz Gabriel Bauer | „for the design, development and manufacture of the Moviecam Compact Modular 35mm motion picture camera system, which features quiet operation, light weight and versatility“                                                                                            |
| 1995 | George Sauve, Bill Bishop, Arpag Dadourian, Ray Feeney, Richard Patterson | „for the Cinefusion software implementation of the Ultimatte Blue Screen compositing technology“ |
| 1995 | Lincoln Hu (ILM), Mike MacKenzie (ILM), Glenn Kennel (Eastman Kodak), Mike Davis (Eastman Kodak)                                                                                      | „for joint development work on a linear array CCD (Charge Coupled Device) film input scanning system“ |
| 1995 | Ray Feeney (RFX Inc.), Will McCown (RFX Inc.), Bill Bishop (RFX Inc.), Les Dittert (Pacific Data Images)                                                                              | „for their development work with area array CCD (Charge Coupled Device) film input scanning systems“ |
| 1995 | Gary Demos (Information Int'l.), Dan Cameron (Information Int'l.), David DiFrancesco (Pixar), Gary Starkweather (Pixar), Scott Squires (ILM)                                          | „for their pioneering work in the field of film input scanning“ |
| 1995 | Iain Neil, Albert K. Saiki | „for the optical design (Neil) and for the mechanical design (Saiki) of the Panavision 11:1 Primo Zoom lens for motion picture photography“ |
| 1995 | William A. Warner (Technical staff of Avid Technology) | „for the concept (Warner) and the development (Avid) of the Avid Film Composer for motion picture editing“ |
| 1995 | Paul Bamborough, Nick Pollack, Arthur Wright, Neil Harris, Duncan MacLean | „for the concept (Bamborough), the hardware development (Pollack/Wright) and the software development (Harris/MacLean) of the digital Lightworks Editor for motion editing“                                                                                              |
| 1995 | James Ketcham (JSK Engineering) | „for the concept and design of the MC211 microprocessor-based motion controller for synchronizing sprocketed film with time-code based machines“ |
| 1996 | Arnold and Richter Cine Technik | „for the development of the Arriflex 535 Series cameras“ |
| 1996 | Digital Theater Systems | „for the design and development of the DTS digital sound system for motion picture exhibition“ |
| 1996 | Dolby Laboratories | „for the design and development of the SR-D digital sound system“ |
| 1996 | Sony Corp. | „for the design and development of the SDDS digital sound system for motion picture exhibition“ |
| 1996 | Howard Flemming, Ronald Uhlig | „for their pioneering work leading to motion picture digital sound“ |
| 1996 | Ron Goodman, Attila Szalay, Steve Sass (SpaceCam Systems Inc.) | „for the design of the SpaceCam gyroscopically stabilized camera system“ |
| 1996 | Colin F. Mossman, Joe Wary, Hans Leisinger, Gerry Painter (Deluxe Laboratories) | „for the design and development of the Deluxe QuadFormat digital sound printing head“ |
| 1996 | Iain Neil, Rick Gelbard, Eric Dubberke (Panavision International L.P.) | „for the optical design, mechanical design, engineering and development of the Primo 3:1 zoom lens“ |
| 1996 | Martin S. Mueller | „for the design and development of the MSM 9801 IMAX 65mm/15 perf production motion picture camera“ |
| 1996 | Alvy Ray Smith, Edwin Catmull, Thomas Porter, Tom Duff | „for their pioneering inventions in digital image compositing“ |
| 1996 | Zusätzlich nominiert: David Gilmartin, Johannes Borggrebe, Jean-Pierre Gagnon, Frank Ricotta (Technicolor Inc.)                                                                       | „for the design and development of the Technicolor Contact Printer sound head“ |
| 1997 | John Schlag, Brian Knep, Zoran Kacic-Alesic, Tom Williams | „for the development of the Viewpaint 3D Paint System for film production work“ |
| 1997 | William Reeves | „for the original concept and the development of particle systems used to create computer generated visual effects in motion pictures“ |
| 1997 | Jim Hourihan | „for the concept and design of the Dynamation software system for motion picture visual effects“ |
| 1997 | Jonathan Erland, Kay Beving Erland | „for the development of the Digital Series Traveling Matte Backing System used for composite photography in motion pictures“ |
| 1998 | Eben Ostby, William Reeves, Sam Leffler, Tom Duff | „for the development of the Marionette Three-Dimensional Computer Animation System“ |
| 1998 | Richard Shoup, Alvy Ray Smith, Thomas Porter | „for their pioneering efforts in the development of digital paint systems used in motion picture production“ |
| 1998 | Kirk Handley, Ray Meluch, Scott Robinson, Wilson Allen, John Neary | „for the design, development and implementation of the Dolby CP500 Digital Cinema Processor“ |
| 1998 | Craig Reynolds | „for his pioneering contributions to the development of three-dimensional computer animation for motion picture production“ |
| 1998 | John Gibson, Rob Krieger, Milan Novacek, Glen Ozymok, Dave Springer | „for the development of the geometric modeling component of the Alias PowerAnimator system“ |
| 1998 | Dominique Boisvert, Rejean Gagne, Daniel Langlois, Richard Laperriere | „for the development of the "Actor" animation component of the Softimage computer animation system“ |
| 1998 | Bill Kovacs, Roy Hall | „for the creative leadership (Kovacs) and the principal engineering (Hall) efforts that led to the Wavefront Advanced Visualizer computer graphics system“ |
| 1998 | Joel Johnson (O’Connor Laboratories) | „for the unique design improvement in fluid-head counter-balancing techniques as used in the "Connor Laboratories" Model 2575“ |
| 1998 | Al Jensen (CEI Technology), Chuck Headley (CEI Technology), Jean Messner (CEI Technology), Hazem Nabulsi (CEI Technology)                                                             | „for the production of a self-contained, flicker-free, Color Video-Assist Camera“ |
| 1999 | Thomas G. Stockham Jr., Robert B. Ingebretsen | „for their pioneering work in the areas of waveform editing, crossfades and cut-and-paste techniques for digital audio editing“ |
| 1999 | James A. Moorer | „for his pioneering work in the design of digital signal processing and its application to audio editing for film“ |
| 1999 | Stephen J. Kay (K-Tec Corporation) | „for the design and development of the Shock Block“ |
| 1999 | Gary Tregaskis, Dominique Boisvert, Phillippe Panzini, Andre LeBlanc | „for the primary design (Tregakis) and for the development and implementation (Boisvert/Panzini/LeBlanc) of the Flame and Inferno software“ |
| 1999 | Bob Predovich, John Scott, Ken Husain, Cameron Shearer | „for the design and implementation of the Soundmaster Integrated Operations Nucleus operating environment“ |
| 1999 | Roy Ference, Steve Schmidt, Richard J. Federico, Rocky Yarid, Mike McCrackan | „for the design and development of the Kodak Lightning Laser Recorder“ |
| 1999 | Colin F. Mossman, Hans Leisinger, George John Rowland | „for the concept and design of the Deluxe High Speed Spray Film Cleaner“ |
| 1999 | Walter Trauninger (Arnold & Richter Cine Technik) (ARRI USA, Inc., Arnold & Richter Cine Technik (engineering staff))                                                                 | „for the concept (ARRI USA) and the engineering (Arnold & Richter Cine Technik/Trauniger) of the ARRI 435 Camera System“ |
| 1999 | (Arnold & Richter Cine Technik, Carl Zeiss Company) | „for the concept and optical design of the Carl Zeiss/Arriflex Variable Prime Lenses“ |
| 1999 | Derek C. Lightbody (OpTex) | „for the design and development of Aurasoft luminaires“ |
| 1999 | Mark Roberts, Ronan Carroll, Assaff Rawner, Paul Bartlett, Simon Wakley | „for the creation of the Milo Motion-Control Crane“ |
| 1999 | Michael Sørensen (Sorensen Designs International), Richard Alexander (Sorensen Designs International), Don Trumbull                                                                   | „for advancing the state-of-the-art of real-time motion-control, as exemplified in the Gazelle and Zebra camera dolly systems“ |
| 1999 | Ronald E. Uhlig (Eastman Kodak), Thomas F. Powers (Eastman Kodak), Fred M. Fuss (Eastman Kodak)                                                                                       | „for the design and development of KeyKode latent-image barcode key numbers“ |
| 1999 | Iain Neil, Takuo Miyagishima (Panavision, Incorporated) | „for the optical design (Neil), the mechanical design (Miyagishima) and the concept and development (Panavision) of the Primo Series of spherical prime lenses for 35mm cinematography“                                                                                  |

## 2000 bis 2009
| Jahr | Preisträger | Preisbegründung (englisch) |
| ---- | --- | --- |
| 2000 | Nick Phillips | „for the design and development of the three-axis Libra III remote control camera head“ |
| 2000 | Fritz Gabriel Bauer | „for the concept, design and engineering of the Moviecam Superlight 35mm Motion Picture Camera“ |
| 2000 | Ian Neil, Rick Gelbard (Panavision, Inc.) | „for the optical (Neil) and the mechanical design (Gelbard) and for the development (Panavision) of the Millennium Camera System viewfinder“ |
| 2000 | Huw Gwyllyn, Karl Lynch, Mark Crabtree | „for the design and development of the AMS/Neve-Logic Digital Film Console for motion picture sound mixing“ |
| 2000 | James Moultrie, Mike Salter, Mark Craig Gerchman | „for the mechanical (Moultrie) and the optical design (Salter/Gerchman) of the Cooke S4 Range of Fixed Focal Length Lenses for 35mm motion picture photography“ |
| 2000 | Marlowe A. Pichel | „for development of the process for manufacturing Electro-Formed Metal Reflectors which, when combined with the DC Short Arc Xenon Lamp, became the worldwide standard for motion picture projection systems“ |
| 2000 | L. Ron Schmidt | „for the concept, design and engineering of the Linear Loop Film Projectors“ |
| 2000 | Nat Tiffen (Tiffen Manufacturing Corporation) | „for the production of high-quality, durable, laminated color filters for motion picture photography“ |
| 2001 | AKAI Digital | „for the design and development of the DD8 Plus digital audio dubber specifically designed for the motion picture industry“ |
| 2001 | Fairlight | „for the design and development of the DaD digital audio dubber specifically designed for the motion picture industry“ |
| 2001 | Advanced Digital Systems Group (ADSG) | „for the design and development of the Sony DADR 5000 digital audio dubber specifically designed for the motion picture industry“ |
| 2001 | Timeline, Incorporated | „for the design and development of the MMR 8 digital audio dubber specifically designed for the motion picture industry“ |
| 2001 | Joe Wary, Gerald Painter, Colin F. Mossman | „for the design and development of the Deluxe Laboratories Multi Roller Film Transport System“ |
| 2001 | Alvah J. Miller (Lynx Robotics), Paul D. Johnson (Lynx Robotics) | „for the electronic and software design of the Lynx C-50 Camera Motor System“ |
| 2001 | Al Mayer Sr., Al Mayer Jr., Iain Neil, Brian Dang | „for the mechanical design (Mayer, Sr./Mayer, Jr.), for the optical design (Neil) and for the electronic design (Dang) of the Panavision Millennium XL Camera System“ |
| 2002 | John Eargle, Don Keele, Mark Engebretson | „for the concept, design and engineering of the modern constant-directivity, direct radiator style motion picture loudspeaker systems“ |
| 2002 | Iain Neil | „for the concept and optical design and Al Saiki for the mechanical design of the Panavision Primo Macro Zoom Lens (PMZ)“ |
| 2002 | Franz Kraus, Johannes Steurer, Wolfgang Riedel | „for the design and development of the ARRILASER Film Recorder“ |
| 2002 | Peter Kuran, Sean Coughlin, Joseph A. Olivier, William S. Conner | „for the invention (Kuran) and the engineering and development (Coughlin/Olivier/Conner) of the RCI-Color Film Restoration Process“ |
| 2002 | Makoto Tsukada (Imagica Corporation), Shoji Kaneko (Imagica Corporation), Daijiro Fujie (Nikon Corporation) (Imagica Corporation (technical staff))                                   | „for the engineering excellence and the impact on the motion picture industry of the Imagica 65/35 Multi-Format Optical Printer“ |
| 2002 | Steve Gerlach, Gregory Farrell, Christian Lurin | „for the design, engineering and implementation of the Kodak Panchromatic Sound Recording Film“ |
| 2002 | Paul Constantine, Peter M. Constantine | „for the design and development of the CELCO Digital Film Recorder products“ |
| 2003 | Glenn Sanders (Zaxcom), Howard Stark (Zaxcom) | „for the concept, design and engineering of the portable Deva Digital Audio Disk Recorder“ |
| 2003 | Mark Elendt, Paul H. Breslin, Greg Hermanovic, Kim Davidson | „for their continued development of the procedural modeling and animation components of their Prisms program, as exemplified in the Houdini software package. Through a procedural building-block process, the Houdini software is used to simulate natural phenomena using particle effects and complex three-dimensional models“                   |
| 2003 | Leslie Gutierrez, Diane E. Kestner, James Merrill, David Niklewicz | „for the design and development of the Kodak Vision Premier Color Print Film, 2393. This film stock provides filmmakers with enhanced color saturation, higher contrast and darker blacks, producing a bold, colorful "look" on the theater screen“                                                                                                  |
| 2003 | Dedo Weigert, Depu Jin, Franz Petters | „for for the concept (Weigert), for the optical calculations (Jin) and for the mechanical construction (Petters) of the Dedolight 400D. This uniquely designed set light provides superior performance, reliability and ease of use. Combined with its excellent array of accessories, the Dedolight 400D is an outstanding engineering achievement“ |
| 2004 | Kinoton GmbH | „for the engineering and development of the Kinoton FP 30/38 EC II Studio Projector“ |
| 2004 | Kenneth L. Tingler (Eastman Kodak Company), Charles C. Anderson (Eastman Kodak Company), Diane E. Kestner (Eastman Kodak Company), Brian A. Schell (Eastman Kodak Company)            | „for the successful development of a process-surviving antistatic layer technology for motion picture film“ |
| 2004 | Christopher Alfred, Andrew Cannon, Michael C. Carlos, Mark Crabtree, Chuck Grindstaff, John Melanson                                                                                  | „for their significant contributions to the evolution of digital audio editing for motion picture post production“ |
| 2004 | Stephen Regelous | „for the design and development of Massive, the autonomous agent animation system used for the battle sequences in "The Lord of the RINGS" trilogy“ |
| 2005 | Gyula Mester, Keith Edwards | „for their significant contributions (electronic systems design, Mester and mechanical engineering, Edwards) to and continuing development of the Technocrane telescoping camera crane“ |
| 2005 | Guy Griffiths, David Hodson, David Mann | „for their development of the Cineon Digital Film Workstation“ |
| 2006 | David Grober, Scott Lewallen | „for the concept and mechanical design (Grober) and for the electronic and software design (Lewallen) of the Perfect Horizon camera stabilization head“ |
| 2006 | Anatoliy Kokush, Yuriy Popovsky, Oleksiy Zolotarov | „for the concept and development of the Russian Arm gyro-stabilized camera crane and the Flight Head“ |
| 2006 | Anatoliy Kokush | „for the concept and development of the Cascade series of motion picture cranes“ |
| 2006 | Garrett Brown | „for the original concept of the Skycam flying camera system - the first use of 3D volumetric cable technology for motion picture cinematography“ |
| 2006 | David Baraff, Michael Kass, Andy Witkin | „for their pioneering work in physically-based computer-generated techniques used to simulate realistic cloth in motion pictures“ |
| 2006 | Laurie Frost, Peter Hannan, Richard Loncraine | „for the development of the remote camera head known as the Hot-Head“ |
| 2007 | Phillip Feiner (Pacific Title and Art Studio), Jim Houston (Pacific Title and Art Studio), Denis Leconte (Pacific Title and Art Studio), Chris Bushman (Pacific Title and Art Studio) | „for the design and development of the Rosetta process for creating digital YCM archival masters for digital film restoration“ |
| 2007 | Steve Sullivan, Colin Davidson, Max Chen, Francesco Callari | „for the design and development of the ILM Image-based Modeling System“ |
| 2007 | Bill Collis, Simon Robinson, Ben Kent, Anil Kokaram | „for the design and development of the Furnace integrated suite of software tools that robustly utilizes temporal coherence for enhancing visual effects in motion picture sequences“ |
| 2007 | Howard Preston, Mirko Kovacevic | „for the design and engineering of the Preston Cinema Systems FI+Z wireless remote system“ |
| 2008 | Doug Roble, Nafees Bin Zafar, Ryo Sakaguchi | „for the development of the fluid simulation system at Digital Domain“ |
| 2008 | Nick Rasmussen, Ronald Fedkiw, Frank Losasso Petterson | „for the development of the Industrial Light & Magic (ILM) fluid simulation system“ |
| 2009 | Erwin Melzner, Volker Schumacher, Timo Müller | „for the overall concept including the optical and cooling systems (Melzner), for the optical design (Schumacher) and for the mechanical design (Müller), of the Arrimax 18/12 lighting fixture for use in motion picture production“ |
| 2009 | Jacques Delacoux, Alexandre Leuchter | „for the concept and electronic design (Delacoux) and for the software and electronic design (Leuchter) of the Transvideo-video assist monitors for the motion picture industry“ |
| 2009 | Bruno Coumert, Jacques Debize, Dominique Chervin, Christophe Reboulet | „for the optical design (Coumert/Debize) and for the mechanical design (Chervin/Reboulet) of the compact and lightweight Angenieux 15-40 and 28-76 zoom lenses for handheld motion picture photography“ |

## 2010 bis 2019
| Jahr | Preisträger                                                          | Preisbegründung (englisch) |
| ---- | -------------------------------------------------------------------- | --- |
| 2010 | Alex MacDonald, Mark Chapman, Jim Rodnunsky (Cablecam International) | „for the development of the Cablecam 3-D volumetric suspended cable camera technologies“ |
| 2010 | Per Christensen, Christophe Hery, Michael Bunnell                    | „for the development of point-based rendering for indirect illumination and ambient occlusion“ |
| 2010 | Wolfgang Lempp                                                       | „for the development of the Northlight film scanner, which enables high-resolution, pin-registered scanning in the motion picture digital intermediate process“                                       |
| 2010 | Steve Chapman, Martin Tlaskal                                        | „for their contributions to the development of the Baselight color correction system, which enables real-time digital manipulation of motion picture imagery during the digital intermediate process“ |
| 2010 | Márk Jászberényi, Gyula Priskin                                      | „for their contributions to the development of the Lustre color correction system, which enables real-time digital manipulation of motion picture imagery during the digital intermediate process“    |
| 2010 | FUJIFILM Corporation                                                 | „for the design and development of Fujicolor ETERNA-RDI digital intermediate film, which was designed exclusively to reproduce motion picture digital masters“                                        |
| 2010 | Paul Debevec, Tim Hawkins, John Monos, Mark Sagar                    | „for the design and engineering of the Light Stage capture devices and the image-based facial rendering system developed for character relighting in motion pictures“                                 |
| 2010 | Reimar Lenz, Michael Cieslinski, Bernd Brauner                       | „for the development of the film-scanner "ARRISCAN"“ |

## 2020 bis 2025
| Jahr | Preisträger      | Preisbegründung (englisch)                                              |
| ---- | ---------------- | ----------------------------------------------------------------------- |
| 2025 | Curt O. Schaller | „for the concept, design and development of the Trinity 2 system“       |
| 2025 | Roman Foltyn     | „for the software and hardware design of its motorized stabilized head“ |